# 陳鼎 (弘治進士)
陳鼎（1478年—1527年），字大器，一字文相，號大竹，山東都指揮使司登州衛（今山東省蓬萊市）人，明朝政治人物。其高祖為陳廸。

## 生平
其高祖陳廸曾任禮部尚書，靖難時不屈而亡，子孫遣戍登州衛，遂改籍。弘治十七年（1504年）中式甲子科山東鄉試第三名舉人。弘治十八年（1505年）中式乙丑科會試第七十三名，三甲第一百一十名進士。
正德四年（1509年），授禮科給事中。鎮守河南宦官廖堂為福建人，其弟廖鵬之子廖鎧冒籍，考中河南鄉試舉人，時議沸騰，但都畏懼廖堂而不敢舉報。只有陳鼎獨自上書揭發此事，廖鎧除名，引起廖堂、廖鵬嫉恨。恰逢流寇四起，陳鼎上書陳述抗盜計策。廖堂派人摘其片語以激怒皇帝，陳鼎下獄。廖堂並稱其囤積物資、疑有侵盜。尚書楊一清救之，陳鼎被釋為民。
明世宗即位，陳鼎復職，隨後在十六年五月升任陕西右參議，撫治商洛，任內督兵誅殺馬隆等叛亂。升陝西副使，嘉靖五年（1526年）二月擢浙江按察使。六年五月召為應天府府尹，未任而卒。

## 家族
曾祖陳德明。祖父陳安，散官。父陳善，口口。嫡母口氏，生母初氏。具庆下。兄陈昂。子陳其學，嘉靖甲辰進士，南京刑部尚書。